# Tambacounda

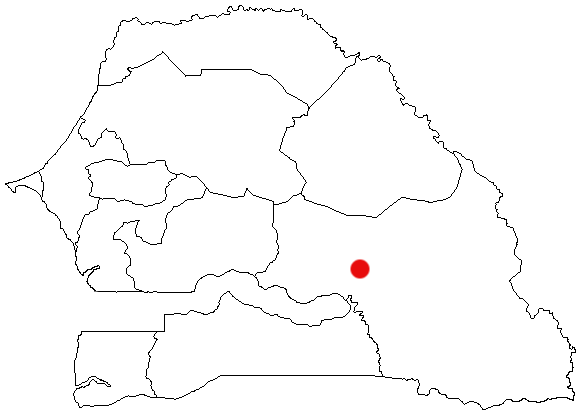
Tambacoundas läge i Senegal.

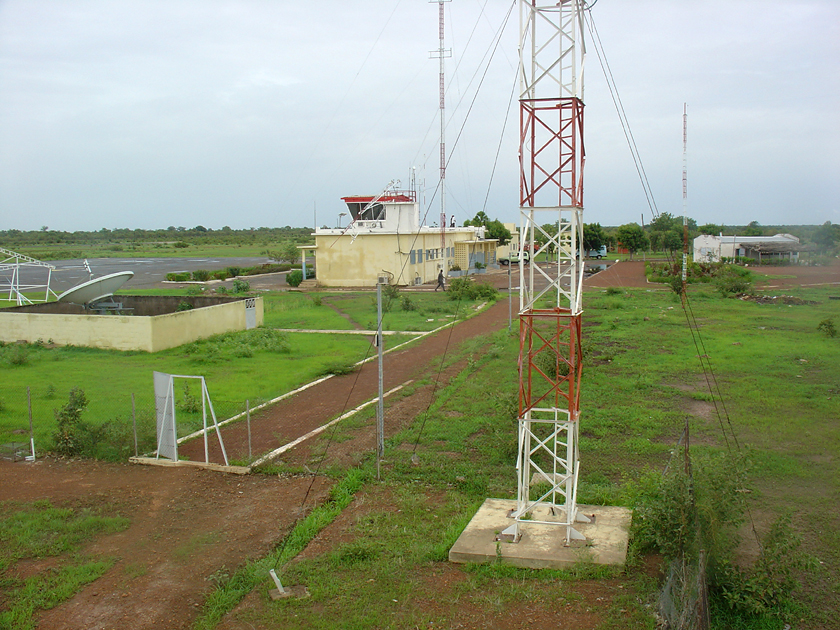
Flygplatsen i Tambacounda.

Tambacounda är en stad i östra Senegal. Den är administrativ huvudort för regionen Tambacounda och hade 107 293 invånare vid folkräkningen 2013.